# Braunsrath
Braunsrath ist ein östlicher Ortsteil der Gemeinde Waldfeucht im nordrhein-westfälischen Kreis Heinsberg. Der Ort verfügt über ein Feuerwehrhaus, eine Gaststätte, eine Festhalle, einen Spielplatz, einem Jugendtreffpunkt, ein Pfarrheim mit Bücherei und einen Kindergarten sowie bis 2012 über eine Grundschule. Ebenso verfügt Braunsrath über eine Bäckerei, eine Metzgerei, eine Schreinerei, ein Bauunternehmen, zwei Heizungsinstallateurbetriebe, zwei Bauernhöfe, einen Malereibetrieb, eine Steuerkanzlei und einen Kleinhändler für Schrauben, Werkzeuge etc. Besonderheiten sind der Karnevalsumzug bei Nacht sowie die dreimal im Jahr stattfindende Kirmes.

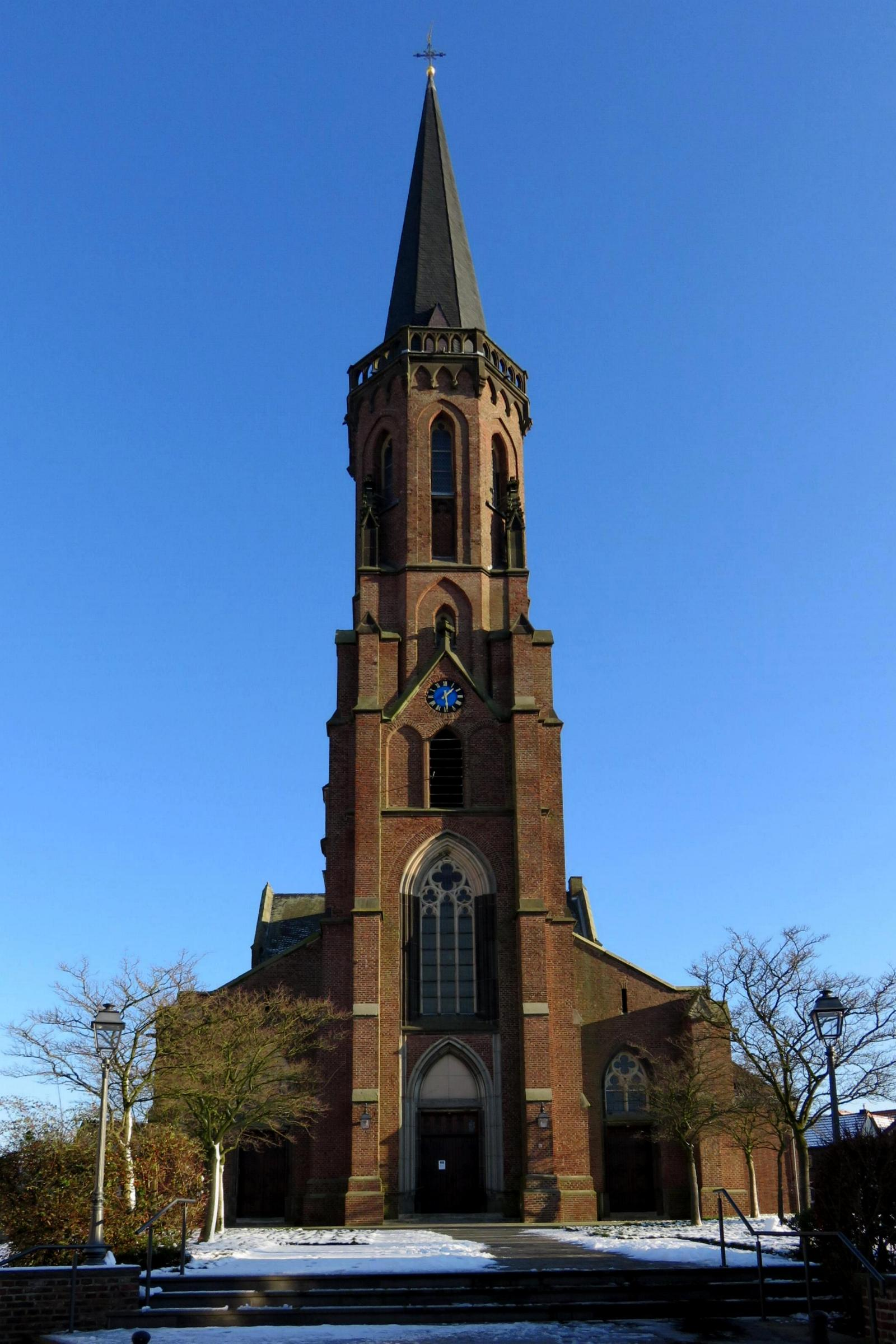
Pfarrkirche St. Clemens in Braunsrath

## Geografie
Braunsrath gehört zur Gemeinde Waldfeucht und liegt im Naturraum Selfkant. Im Norden grenzt es an Löcken und Schöndorf und im Süden an Selsten.

## Geschichte

### Ortsgeschichte
1202 wurde Braunsrath zusammen mit Hontem erstmals urkundlich als Brunsdrode, das heißt Rodung des Brun(o), erwähnt. Braunsrath besitzt bis 1560 ein eigenes Schöffengericht und gehörte dann zum Gericht Waldfeucht. Von 1797 bis 1815 gehörte die Mairie Braunsrath ebenso wie Haaren und Waldfeucht zum Kanton Heinsberg im Département de la Roer. Dann kam der Ort an den preußischen Kreis Heinsberg. 1935 wurde das Amt Waldfeucht mit den Bürgermeistereien Braunsrath, Haaren, Saeffelen und Waldfeucht gebildet. Zu dieser Bürgermeisterei Braunsrath gehörten noch Hontem, Löcken, Obspringen, Selsten und Schöndorf. Am 1. Januar 1972 wird die Gemeinde Waldfeucht aus dem Amt Waldfeucht – außer Saeffelen – gebildet. Braunsrath wird somit nach Waldfeucht eingemeindet.

### Einwohnerentwicklung
- 1885: 0428 Einwohner
- 1925: 1526 Einwohner
- 1933: 1581 Einwohner
- 1939: 1561 Einwohner
- 1961: 1658 Einwohner
- 1970: 1688 Einwohner

## Sehenswürdigkeiten

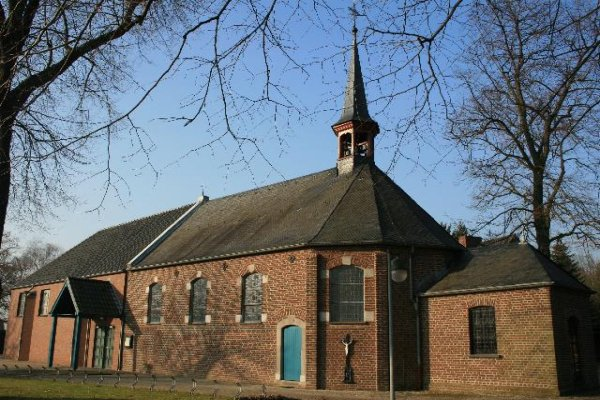
Kapelle Maria Lind

- 1202 wurden Kirchenbauten erstmals urkundlich erwähnt. Die katholische Pfarrkirche St. Clemens ist ein dreischiffiger, neugotischer, 1848 bis 1859 nach Plänen des Kölner Kirchenbaumeisters Vincenz Statz an der Stelle dieser Vorgängerbauten errichteter Kirchenbau. Sie sollte 1945 durch die Briten gesprengt werden, weil sie als Rückzugsort der deutschen Soldaten diente. Dies wurde durch Herrn Kellermann verhindert.
- 1749 wurde die Marien-Wallfahrtskapelle „Maria-Lind“ mit einem Gnadenbild aus dem 17. Jahrhundert als einfacher Saalbau errichtet. Neben ihr befindet sich ein Klarissen-Kloster, welches 1985 eingeweiht wurde.
- In der Ortsmitte steht die von der Braunsrather Künstlerin Christine Claßen geschaffene Bronzeskulptur Dr Röer Sennengsbuuk met sin Vrau, ein 1,10 m hoher Bauer mit Holzschuhen, Sichel, Schleifstein und einem Kännchen mit „Senneng“ (Molke) sowie eine 85 cm hohe, sitzende Frau mit Butterfass. Einige Leute behaupten, dass statt Molke Bier in dem Kännchen sei.

## Vereine
In Braunsrath herrscht eine rege Vereinskultur. Die dreimal im Jahr stattfindende Kirmes und mehrere Konzerte sowie Karnevalssitzungen und Theaterauftritte sind Teil der Dorfkultur.
In Braunsrath bestehen folgende Vereine und Gruppierungen:
- Trommler- und Pfeiferkorps
- Musikverein
- Männergesangsverein
- Kirchenchor
- „Vereinigte Schützenbruderschaft“
- Karnevalsgesellschaft
- Freiwillige Feuerwehr
- Fußballverein
- Theatergruppe
- Frauengemeinschaft

## Verkehr
Die nächste Anschlussstelle ist Heinsberg auf der A 46.
Die AVV-Buslinie 474 der WestVerkehr verbindet Braunsrath an Schultagen mit Waldfeucht und Heinsberg.
Zudem verkehrt der Multi-Bus seit dem 9. Juni 2024 kreisweit erweitert und zu einheitlichen Bedienzeiten. Mehr Informationen gibt es bei WestVerkehr.
| Linie | Verlauf |
| ----- | --- |
| 474   | Heinsberg Busbf – (Aphoven – Laffeld –) Selsten – (Braunsrath – Löcken – Schöndorf – Obspringen – Brüggelchen) / Hontem – Waldfeucht – Bocket – Saeffelen / Abzw. Nachbarheid ← Breberen – (Harzelt ← Langbroich ←) (Kievelberg – Hastenrath) / (Brüxgen – Schümm) / Vinteln – Gangelt |